# Ben Fouhy
Benjamin John "Ben" Fouhy (ur. 4 marca 1979) – nowozelandzki kajakarz, srebrny medalista olimpijski z Aten. 
Zawody w 2004 były jego pierwszymi igrzyskami olimpijskimi. Zajął drugie miejsce na dystansie 1000 metrów, wyprzedził go jedynie Norweg Eirik Verås Larsen. Brał udział także w igrzyskach w 2008 (czwarte miejsce na dystansie 1000 m) i w 2012. Na tym dystansie był mistrzem świata w 2003 i brązowym medalistą światowego czempionatu w 2006.
W 2004 odznaczony Nowozelandzkim Orderem Zasługi V klasy.